# Anisonyx longipes
Anisonyx longipes är en skalbaggsart som beskrevs av Carl von Linné 1764. Anisonyx longipes ingår i släktet Anisonyx och familjen Melolonthidae. Inga underarter finns listade i Catalogue of Life.